# Kouadio-Yves Dabila
Kouadio-Yves Dabila (Senande, 1 januari 1997) is een Ivoriaans voetballer die bij voorkeur als centrale verdediger speelt.
Hij tekende in 2017 bij Lille OSC.

## Clubcarrière
Dabila debuteerde op 26 april 2017 voor Monaco in de Coupe de France tegen Paris Saint-Germain. In 2017 verruilde hij AS Monaco voor Lille OSC. Zowel in zijn eerste als in zijn tweede seizoen speelde de Ivoriaan twaalf competitieduels. In het seizoen 2019/20 speelt hij op huurbasis voor Cercle Brugge.